# Phare de Ferris Point
Le phare de Ferris Point est un ancien phare situé dans le Larne Lough (en), à l'entrée du port de Larne et en face du phare de Chaine Memorial dans le comté d'Antrim (Irlande du Nord). Il a été géré par les Commissioners of Irish Lights (CIL) jusqu'à sa fin de service en 1974.
Il sert désormais de tour de contrôle des autorités portuaires de Larne. Un hélicoptère du CIL stationne sur l'héliport attenant.

## Histoire
Une ancienne station, datant de 1839, a fonctionné à cet endroit sous le nom de phare de Larne Lough. Cette construction moderne est une tour cylindrique blanche de 15 m de haut supportant une salle carrée en verre noire.